# الدورة 7 للجنة التراث العالمي
الدورة السابعة للجنة التراث العالمي انعقدت في الفترة ما بين 5 ديسمبر وحتى 9 ديسمبر من العام 1983، وذلك في مدينة فلورنسا بإيطاليا.

## الأعضاء
- الأرجنتين
- أستراليا
- البرازيل
- بلغاريا
- قبرص
- جمهورية الكونغو
- مصر
- فرنسا
- ألمانيا
- غينيا
- العراق
- إيطاليا
- الأردن
- ليبيا
- نيبال
- باكستان
- بنما
- السنغال
- سويسرا
- تونس
- الولايات المتحدة